# Émile Poulat
Émile Poulat (* 13. Juni 1920 in Lyon; † 22. November 2014 in Paris) war ein französischer Historiker und Soziologe. Zu seinen Arbeitsschwerpunkten gehörte die Erforschung des Katholizismus des 20. Jahrhunderts. Er war Direktor der französischen École des hautes études en sciences sociales (Hochschule für Sozialwissenschaften) zu Paris. Ihn interessierten besonders die Konflikte zwischen moderner Kultur und (französischem) Katholizismus, vor allem die Modernismuskrise im Pontifikat von Pius X. Mit der Arbeit Le désir de voir Dieu et sa signification pour la théologie française contemporaine promovierte er 1950 an der Albert-Ludwigs-Universität Freiburg zum Doktor der Theologie.
Er war verheiratet mit Odile Poulat.

## Publikationen
- Intégrisme et catholicisme intégral : un réseau secret international antimoderniste: La "Sapinière" (1909–1921), Tournai, Castermann, 1969.
- Église contre bourgeoisie : introduction au devenir du catholicisme actuel, Tournai, Castermann, 1977.
- Une église ébranlée : changement, conflit et continuité de Pie XII à Jean-Paul II, Tournai, Castermann, 1980.
- Modernistica : horizons, physionomies, débats. Paris, Nouvelles Éditions Latines, 1982.
- Le catholicisme sous observation, entretiens avec Guy Lafon, Kollektion Les Interviews, Paris, Le Centurion, 1983.
- L'église, c'est un monde : l'ecclésiosphère, Paris, Éditions du Cerf, 1986.
- mit Joseph Debès: L'appel de la JOC [Jeunesse ouvrière chrétienne] : (1926–1928), Paris, Éditions du Cerf, 1986 (Édition Jociste ; 1).
- Liberté, laı͏̈cité : la guerre des deux France et le principe de la modernité, Paris, Éditions du Cerf, 1988.
- Ère post-chrétienne, Paris, Flammarion, 1994.
- La galaxie Jésus : un évangile et des églises: deux millénaires d'expansion chrétienne, Paris: Éd. de l'atelier, 1994.
- Histoire dogme et critique dans la crise moderniste. Suivi de La réflexion d’Alphonse Dupront, 1962, Albin Michel, 1996.
- mit Claude Ravelet: Henri Desroche, un passeur de frontières, L’Harmattan, 1997.
- La solution laïque et ses problèmes, Berg International, 1997.
- Henri Desroche un passeur de frontière, L’Harmattan, 1997.
- Les Prêtres-Ouvriers, Paris Éditions du Cerf, 1999.
- L’université devant la mystique, Paris, Salvator, 1999.
- Deus ex-machina, L'Âge d’Homme, 2002.
- Notre laïcité publique, Berg international, 2003.
- mit Didier Decherf: Le christianisme à contre-histoire, Éditions du Rocher, 2003.
- mit Dominique Kounkou: Les discriminations religieuses en France, Chrétiens Autrement, 2004.
- La question religieuse et ses turbulences, Paris, Berg international, 2005.
- Herausgeber: 1905-2005. Les enjeux de la laïcité, mit Alain Bondeelle, Jean Boussinesq, Alain Boyer, Driss El Yazami, Alain Gresh, Michel Morineau, Tariq Ramadan, Joël Roman, Michel Tubiana, L’Harmattan, 2005.
- Église contre bourgeoisie, Paris, Berg International, 2006.
- mit Jean-Pierre Laurant: L’Antimaçonnisme catholique, Paris, Berg international, 2006.
- La Séparation et les églises de l’Ouest, L’Harmattan, 2006.
- Le désir de voir Dieu et sa signification pour la théologie française contemporaine, suivi d'un entretien avec Yvon Tranvouez et François Trémolières. Introduction et édition du texte par François Trémolières. Bibliographie par Yvon Tranvouez, Paris, Desclée De Brouwer, 2015. - Edition der Diss. theol. masch. Freiburg i.Br. 1950.